# Ејми Шумер
Ејми Бет Шумер (енгл. Amy Beth Schumer; Њујорк, 1. јун 1981) америчка је стендап комичарка и глумица.  Године 2018. глумила је у комедији Баш сам лепа и добила је награду Тони за најбољу глумицу у представи за свој деби на Бродвеју у Метеорској киши.

## Биографија
Рођена је 1. јуна 1981. у јеврејској породици на Менхетну, Њујорк, од Сандре Џејн и Гордона Дејвида Шумера, који су поседовали компанију за намештај за бебе.
Ејмин отац је рођен у јеврејској породици из Украјине. Он је други рођак америчког сенатора и лидера сенатске већине Чака Шумера. Њена мајка, која је протестантског порекла и има дубоке корене из Нове Енглеске, прешла је у јудаизам пре брака. Шумер је одгајана као Јеврејка и каже да је морала да се суочи са антисемитизмом као дете.
Има млађу сестру Ким Карамел, која је писац комедије и продуцент, и полубрата Џејсона Стајна који је музичар у Чикагу.

## Каријера
Након што је 2003. године дипломирала позориште на Универзитету Товсон и преселила се у Њујорк, Шумер је глумила младу жену са дијагнозом рака дојке у црној комедији Keeping Abreast. Почела је да се бави стендап комедијом 1. јуна 2004, када је први пут наступила у Готам комедијском клубу. Године 2007. снимила је епизоду уживо у Готаму за Комеди Централ.

## Лични живот
Шумер се удала за кувара и фармера Криса Фишера 13. фебруара 2018. године у Малибуу, Калифорнија.  Ејми је 5. маја 2019. године родила дечака Генеа. Њен син је рођен царским резом, пошто је боловала од ендометриозе. У септембру 2021. Шумер је уклонила материцу да би ублажила симптоме повезане са овим стањем.

## Филмографија
| Година | Назив                           | Улога           |
| ------ | ------------------------------- | --------------- |
| 2006   | Sense Memory                    |                 |
| 2012   | Sleepwalk with Me               | Amy             |
| 2012   | Price Check                     | Lila            |
| 2012   | Тражење пријатеља за смак света | Lacey/Woman #1  |
| 2015   | Хаос у најави                   | Amy Townsend    |
| 2017   | Snatched                        | Emily Middleton |
| 2017   | Thank You for Your Service      | Amanda Doster   |
| 2018   | Баш сам лепа                    | Renee Bennett   |
| 2021   | The Humans                      | Aimee Blake     |

### Телевизија
| Година  | Назив                                 |
| ------- | ------------------------------------- |
| 2007    | Live at Gotham                        |
| 2007    | Last Comic Standing                   |
| 2008    | Reality Bites Back                    |
| 2009    | Cupid                                 |
| 2009    | 30 Rock                               |
| 2010    | John Oliver's New York Stand-Up Show  |
| 2010    | Comedy Central Presents               |
| 2011    | Curb Your Enthusiasm                  |
| 2011    | Comedy Central Roast of Charlie Sheen |
| 2012    | Delocated                             |
| 2012    | Louie                                 |
| 2012    | Comedy Central Roast of Roseanne Barr |
| 2012    | Amy Schumer: Mostly Sex Stuff         |
| 2012    | Dave's Old Porn                       |
| 2013    | Women Who Kill                        |
| 2013–14 | Girls                                 |
| 2013–16 | Inside Amy Schumer                    |
| 2015    | 2015 MTV Movie Awards                 |
| 2015    | BoJack Horseman                       |
| 2015    | Saturday Night Live                   |
| 2015    | Amy Schumer: Live at the Apollo       |
| 2016    | The Simpsons                          |
| 2016    | Family Guy                            |
| 2016    | Bob's Burgers                         |
| 2017    | Amy Schumer: The Leather Special      |
| 2017    | Family Feud                           |
| 2018    | Saturday Night Live                   |
| 2019    | Amy Schumer: Growing                  |
| 2020    | Amy Schumer Learns to Cook            |
| 2020    | Class of 2020: In This Together       |
| 2020    | Expecting Amy                         |
| 2022    | Life & Beth                           |
| 2022    | 94th Academy Awards                   |